# Епферсгаузен
Епферсгаузен (нім. Oepfershausen) — громада в Німеччині, розташована в землі Тюрингія. Входить до складу району Шмалькальден-Майнінген. Складова частина об'єднання громад Вазунген-Амт-Занд.
Площа — 12,26 км2. Населення становить Невірний параметр metadata 16 066 053 ос. (станом на 31 грудня 2021).

## Галерея

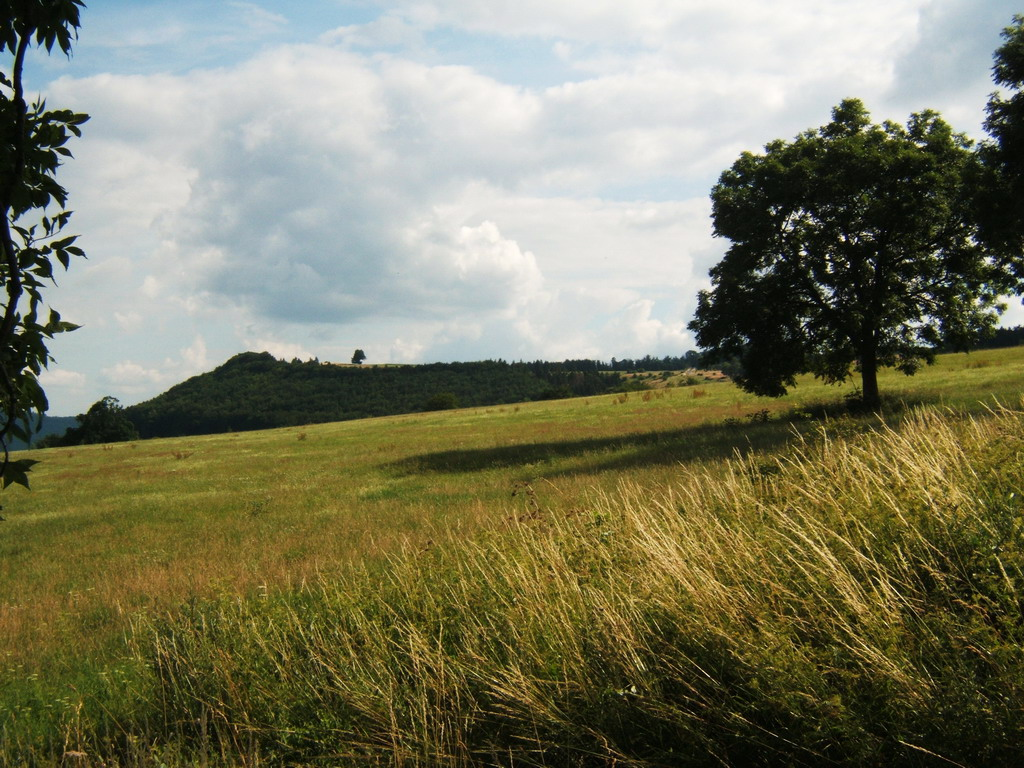